# Rochstar
Rochstar S.A. – polskie przedsiębiorstwo produkcyjne realizujące programy telewizyjne, którego twórcą i właścicielem jest Rinke Rooyens. 

## Opis
Rochstar jest producentem m.in. programów: Top Model. Zostań modelką, Gwiazdy tańczą na lodzie, Jak oni śpiewają, Szymon Majewski Show, Sekrety rodzinne, Załóż się, Mamy cię!, Narodowy test na inteligencję, Narodowy test na prawo jazdy, The Floor, Kocham cię, Polsko!, The Voice of Poland, The Voice Kids, The Voice Senior, Dancing with the Stars. Taniec z gwiazdami, Dance Dance Dance, To był rok!, Pierwsza randka, World of Dance Polska, The Story of My Life. Historia naszego życia, Aplauz, aplauz!, Celebrity Splash!, Just the Two of Us. Tylko nas dwoje, SNL Polska, The Four. Bitwa o sławę, Design Dream. Pojedynek na wnętrza i Wielka ucieczka. 
Spółka produkuje programy m.in. dla TVP1, TVP2, Polsat, TVN, TV4, TV Puls i TTV.